# Молодая Англия
«Молодая Англия» (англ. Young England) — литературно-политическая группировка среди сторонников Консервативной партии (тори) викторианской эпохи, существовавшая в 1840-х годах и возглавлявшаяся Бенджамином Дизраэли. В неё входили также Меннерс, Ферранд и другие, преимущественно представители аристократической молодежи. Их идеалами были «социальная» монархия, «народная» церковь и «патриархальный» лендлорд — то есть патерналистский консерватизм. 
Маркс и Энгельс охарактеризовали эти идеи как «феодальный социализм», первая рассмотренная ими в Манифесте Коммунистической партии разновидность «реакционного социализма». 
После 1848 группировка распалась. 